# ルカによる福音書2章
ルカによる福音書2章（ルカによるふくいんしょ2しょう）は、新約聖書のルカによる福音書の中の一章。1-7節がイエス誕生の出来事、8-20節が羊飼いたちへの天使の告知と幼子訪問、21-39節では割礼とエルサレムでの祝福、40-52節では神殿における少年イエスについての証言である。

## 注解
1-2節の住民登録(口語訳では人口調査としているが、徴税のため財産登録をするのであるから単に人口を調査するのではない。)ヨセフスは後6年にキリニウス(口語訳はクレニオ)がシリア総督に着任し、ユダヤの土地の住民登録をしたとしている。徴税目的の財産登録には従う者もいたが、ユダスやサドコスらがローマからの独立運動を起こし、内戦状態にまで発展した。
3-5節でベツレヘムへ旅立つ。ミカ書5章1節にあるようにメシアはベツレヘムから出ると旧約聖書ではされており、ヨハネによる福音書7章42節にあるようにベツレヘムから出るメシアへの期待があった。その一方でナザレのイエスと呼ばれてもいたためそれらがルカによる福音書において調和されている。
詩篇87篇ではあらゆる都の中心がイスラエルであり、神の力が他のあらゆる都が持つ力を圧倒するとしており、そのような世界観が前提されているとも考えられ、イエスの誕生が世界史的に位置づけられている。
6-7節ではイエスの誕生がごく簡潔に語られている。7節の宿屋には彼らの泊まる場所がなかったという記述から住民登録のため宿屋が満員で家畜小屋にしか泊まれなかったというのが一般的に知られているクリスマスの物語である。しかし7節では簡潔な説明しかなく、直接それが記述されているわけではない。ギリシア語でκαταλύματι(katalymati)は口語訳と協会共同訳の別訳では客間、新共同訳・協会共同訳・新改訳第3版・新改訳2017・田川訳では宿屋と訳している。これ同じ言葉がルカによる福音書22章11節では家の客間の意味で使われている。このことから一般的にイメージされている宿屋というよりは家の客間であったと考える読みもある。
8節より羊飼いに主の天使からメシア誕生の告知がされる。羊飼いは貧しい境遇に置かれ、社会的にも低い地位にあったが、その羊飼いにまず告知がなされることで弱い者、貧しい者を大切にするメシアの誕生であることを表現している。同時に旧約聖書では詩篇23篇では神が牧者にたとえられ、イエスの言葉としてヨハネによる福音書10章11節で「わたしはよい羊飼いである。」という言葉があり、羊飼いが聖書では肯定的に捉えられている。
創世記31:36-42ではヤコブが羊飼いの仕事の過酷さについて語っている。

その一方で神殿はユダヤ人たちから神殿税を徴収しており、その上で犠牲を献げるためローマの貨幣を神殿内で使用するツロ貨幣に両替して購入しなければならなかった。このように神殿は巨大な利権を有していたのであり、羊飼いたちの境遇との大きな落差があったことがうかがえる。
11節の救主(メシア)を表すσωτὴρ(soter)はローマ帝国ではアウグストへの呼称であったが、ここではルカがイエス誕生を世界史的に位置づけ、ユダヤ民族にとどまらず全世界の救い主であると言われる。クロッサン、ボーグなどはアウグスト以外の者を救主と言い表すことはアウグストは主ではないと主張することを意味し、政治的に非常に危険なことであったとしている。この告知を受け、飼い葉桶に寝かせられた乳飲み子のところを訪れた羊飼いたちは人々にこのことを広く告げ知らせている。
14節のἀνθρώποις εὐδοκίας(anthrōpois eudokias)は直訳で「喜ばれることの人々」である。口語訳、新共同訳、協会共同訳聖書、新改訳第3版、新改訳2017いずれも御心にかなう人々と訳しており、協会共同訳聖書の別訳では「神に喜ばれる人にあれ」田川訳では「(主の)喜び給う人にあれ」と訳している。ラテン語ウルガタ訳がbonae voluntatisとしたように、善意を持った人々との解釈で理解されてきたが、現代ではFitzmyerなど死海文書の並行箇所(「感謝の詩篇」4:32-33)と関連付け、神の善意といった意味で理解している者が多い。
15-19節で羊飼い達がベツレヘムに急いで向かい、イエスを訪れる。羊飼いがイエスについて告げ知らされたことを(おそらくベツレヘムの)人々に伝えた。18節のἐθαύμασαν (ethaumasan)は口語訳「驚いた」新共同訳「不思議に思った」共同訳聖書「不思議に思った」(別訳「驚いた」)新改訳第3版「驚いた」新改訳2017「驚いた」田川訳「驚いた」(別訳「いぶかった」)と訳しているように驚いた、ないし不思議に思ったという意味である。それに対してマリアは19節でσυνετήρει (synetērei)口語訳「心に留めて」新共同訳「心に納めて」協会共同訳聖書「心に留めて」新改訳第3版「心に納めて」新改訳2017「心に納めて」田川訳「保って」と訳している。心に納めてという訳もあるが、あくまで確実に保つ、しっかりと記憶するといった意味であり、秘密にしたというような意味はない。人々が単に羊飼いたちが話した内容に驚いた、あるいは不思議に思っただけにとどまったのに対し、マリアはしっかりと覚えておき、その意味するところが何かをよく考えていたという対比が表現されている。

22-24節における清めはレビ記12章1-8節にあるようにイエスの両親が律法に忠実であることが書かれている。また、24節で献げ物をささげており、イエスの両親が律法に極めて忠実であったとしている。
25-35節はシメオンの祝福である。シメオンは創世記29章33節にあるように「神が聞かれた」の意味である。シメオンは祝福の讃歌を歌うことなどから祭司であるとうかがえるが、ルカは単に「正しい信仰深い人」とされている。シメオンを祭司であるとするとイエスがシメオンの信徒であるということになるため、ルカはシメオンをあくまでも祭司とはしていない。また、シメオンは主のつかわす救主に会うまでは死ぬことはないと示されていたことや御霊に感じて宮に入ったこと、29節で自ら僕と称していることからシメオンがイエスに従う存在であることが重ねて示されている。ヤコブ原福音書24章3-4節ではシメオンはザカリアの後継者として大祭司になり、聖霊からキリストを見るまでは死を見ることはないことが示されている。
29-32節のシメオンの讃歌はイエスの誕生がユダヤ人にとどまらず異邦人に啓示をもたらすことを歌い上げている。33節で父と母が不思議に思ったとしているのはCreed,Schweizerはこれまでのマリアへの天使の告知、羊飼いの体験を知らされたことがすでにあったことからこのエピソードがこれらのことを前提としない伝承であるとしている。しかしBrownやMarshallのようにこれまでの告知はイスラエルが中心の視点で語られているものであり、異邦人も含めた普遍的救済について語られたことに対して不思議に思ったと読む者もいる。34-35節はイザヤ書8章14-15節から来ている。反対を受けるしるしというのはイエスの宣教をユダヤ人指導者層が拒否することを暗示している。マリアが剣で心を刺し貫かれるというのはイエスの十字架を見るマリアの心の痛みを示唆すると考えられる。
36-38節で預言者アンナの賛美について書かれている。ヨハネによる福音書8章17節ではふたりによる証言が真実性を示すために重要であることが言及されているため、アンナがそのための存在として登場していると考えられる。
アンナの名前はヘブライ語におけるハンナ(恵み)のギリシア語であり、サムエルの母ハンナと同じ名前である。アンナはテモテへの手紙一5章3-10節に出てくるような模範的なやもめである。女預言者と言われてはいるが、出自、年齢、日常的振る舞いといった外面的描写が中心であり、アンナが話した内容ははっきりとは分からないが、エルサレムの救いを待ち望んでいるすべての人々に語りきかせたとあるため、ユダヤ人の救いを中心に語ったと考えることが可能である。
41節からの神殿の少年イエスのエピソードは復活を予表している。エルサレムへの旅はイエスがエルサレムで死に、また復活したこと及びイエスを三日の後に見出したこと、学者たちの話を聞いたり質問したりしたことはエマオで聖書全体にわたり御自分について書かれていることを説明されたことを思い起こさせる。当時の巡礼は同じ村の親族や知人とともに行うものであったためにイエスを見失った際にはまず親族や知人の間を捜し回ったと考えられる。48節では「子よ」を意味するτέκνον(teknon)との呼びかけの言葉がある。(口語訳、新共同訳、協会共同訳、新改訳第3版、新改訳2017ではいずれも訳出されておらず、田川訳では「子よ」と訳されている)これに対する自分の父の家にいるはずのことをご存じなかったのですか、との返答はマタイによる福音書にある神こそがイエスの父であること、また血縁ではなく御心を行う者こそがイエスの家族であるとの言葉と響き合う。